# Trattato Giappone-Corea del 1907
Il trattato Giappone-Corea del 1907 (in giapponese: 第三次日韓協約; in coreano: hangul 제3차 한일협약, hanja 第三次日韓協約) fu stipulato tra l'Impero del Giappone e l'Impero coreano. I negoziati si conclusero il 24 luglio 1907.

## Contesto
L'Impero coreano era diventato un protettorato del Giappone in base ai termini del precedente trattato Giappone-Corea del 1905 e aveva quindi perso il diritto di condurre scambi diplomatici con altri Paesi. Per protestare contro le azioni del Giappone, L'imperatore coreano Gojong inviò in segreto un suo rappresentante alla convenzione dell'Aia del 1907. Per rappresaglia, il 18 luglio 1907 il Giappone fece abdicare l'imperatore Gojong in favore del figlio Sunjong. Sei giorni dopo, il 24 luglio 1907, al governo coreano fu imposto un nuovo trattato.

## Disposizioni del trattato
Le disposizioni di questo nuovo trattato conferivano al residente generale giapponese il diritto di nominare e revocare i funzionari di alto rango (articolo 4) e stabilivano che tutti i funzionari di alto rango nominati nel governo coreano dovevano essere giapponesi (articolo 5). L'effetto delle disposizioni del trattato fu che l'amministrazione degli affari interni coreani passò completamente sotto il controllo giapponese.
Un memorandum diplomatico, non pubblicato, poneva sotto la guida giapponese anche l'esercito e i poteri giudiziari e di polizia della Corea.

## Traduzione del testo integrale
I governi del Giappone e della Corea, in vista del rapido raggiungimento della prosperità e della forza in Corea e della rapida promozione del benessere del popolo coreano, hanno concordato e concluso le seguenti clausole:
- Articolo 1 - Il Governo della Corea seguirà le indicazioni del Residente generale in relazione alla riforma dell'amministrazione.
- Articolo 2 - La Corea non può promulgare alcuna legge o ordinanza o attuare alcuna misura amministrativa senza la previa approvazione del Residente generale.
- Articolo 3 - Gli affari giudiziari della Corea devono essere tenuti distinti dagli affari amministrativi ordinari.
- Articolo 4 - Nessuna nomina o licenziamento di funzionari coreani di alto grado può essere effettuata senza il consenso del Residente generale.
- Articolo 5 - La Corea nominerà alle cariche ufficiali i giapponesi raccomandati dal Residente generale.
- Articolo 6 - La Corea non assumerà alcuno straniero senza il consenso del Residente generale.
- Articolo 7 - La prima clausola dell'accordo tra Giappone e Corea, datato 22 agosto 1904, è abrogata[2].

Ito Hirobumi,  Residente generale, 24 luglio, 40º anno dell'era Meiji
Yi Wan-Yong, Primo ministro, 24 luglio, 11º anno dell'era Gwangmu